# El noi de la casa de la muntanya
El noi de la casa de la muntanya (The Boy At The Top Of The Mountain, 2015; traducció al català de Jordi Cussà) és una novel·la de l'escriptor irlandès John Boyne publicada el 2015.

## Argument
Quan el Pierrot es queda orfe, es veu obligat a deixar la seva casa de París i començar una nova vida amb la seva tieta Beatrix, que fa de minyona a casa d'una gent acomodada, al cim dels Alps bavaresos, a Alemanya. Però no és una època normal. Corre l'any 1935 i la Segona Guerra Mundial està a punt d'esclatar. I aquella tampoc no és una casa normal, és el famós Berghof, residència de descans d'Adolf Hitler. Ràpidament, el Pierrot serà acollit i tutelat per Hitler, que el llançarà a un món nou cada cop més perillós: un món ple de terror, secrets i traïcions, del quan no serà gens fàcil escapar...